# Escut de Llaurí
L'escut de Llaurí és un símbol representatiu oficial de Llaurí, municipi del País Valencià, a la comarca de la Ribera Baixa. Té el següent blasonament:
| « | Escut quadrilong de punta redona. Partit. Al primer quarter, d'or, tres faixes de gules. Al segon quarter, de sable, una graella de gules. Al timbre, corona reial oberta. | » |

## Història
L'escut fou aprovat per Resolució de 3 de desembre de 1999, del conseller de Justícia i Administracions Públiques, publicada en el DOGV núm. 3.669, de 19 de gener de 2000.
A la primera partició s'hi representen les armes dels Vic, antics barons de Llaurí. A la segona, la graella és l'atribut de sant Llorenç, patró del poble.